# 송탄 나들목
송탄 나들목(Songtan IC)은 경기도 안성시 원곡면 내가천리에 설치된 평택제천고속도로의 3번 교차로이다. '송탄'이라는 명칭과 달리 나들목 본체는 평택시 송탄동이 아닌 안성시에 속해 있고, 나들목 진출입로는 평택시 도일동과 접하고 있다. 지방도 제302호선을 통해 안성시 원곡면 및 평택시내로 진출할 수 있으며, 인근에 평택송탄산업단지, KG모빌리티 평택 본사가 있다.

## 연혁
- 2002년 12월 12일 : 평택충주고속도로 서평택 ~ 서안성 구간 개통과 함께 영업 개시[1]

## 구조물 정보
- 위치: 경기도 안성시 원곡면 내가천리
- 영업소: 경기도 평택시 청원로 1744-73 (도일동)

## 접속하는 도로
- 지방도 제302호선 (청원로)
- 간접 연결 : 지방도 제317호선 (삼남로)

## 교통량 정보
| 요금소        | 통행량 (대/일) | 통행량 (대/일) | 통행량 (대/일) | 통행량 (대/일) | 통행량 (대/일) | 통행량 (대/일) | 통행량 (대/일) | 통행량 (대/일) | 통행량 (대/일) | 통행량 (대/일) | 각주  |
| 요금소        | 2002년         | 2003년         | 2004년         | 2005년         | 2006년         | 2007년         | 2008년         | 2009년         | 2010년         | 2011년         | 각주  |
| ------------- | -------------- | -------------- | -------------- | -------------- | -------------- | -------------- | -------------- | -------------- | -------------- | -------------- | ----- |
| 송탄 (폐쇄식) | 3,123          | 5,317          | 6,158          | 6,408          | 6,718          | 6,834          | 7,048          | 7,368          | 7,473          | 7,682          | [ 2 ] |
| 요금소        | 2012년         | 2013년         | 2014년         | 2015년         | 2016년         | 2017년         | 2018년         | 2019년         |                |                | [ 2 ] |
| 송탄 (폐쇄식) | 7,732          | 8,242          | 8,905          | 9,579          | 10,612         | 11,144         | 11,568         | 11,789         |                |                | [ 2 ] |

## 사진

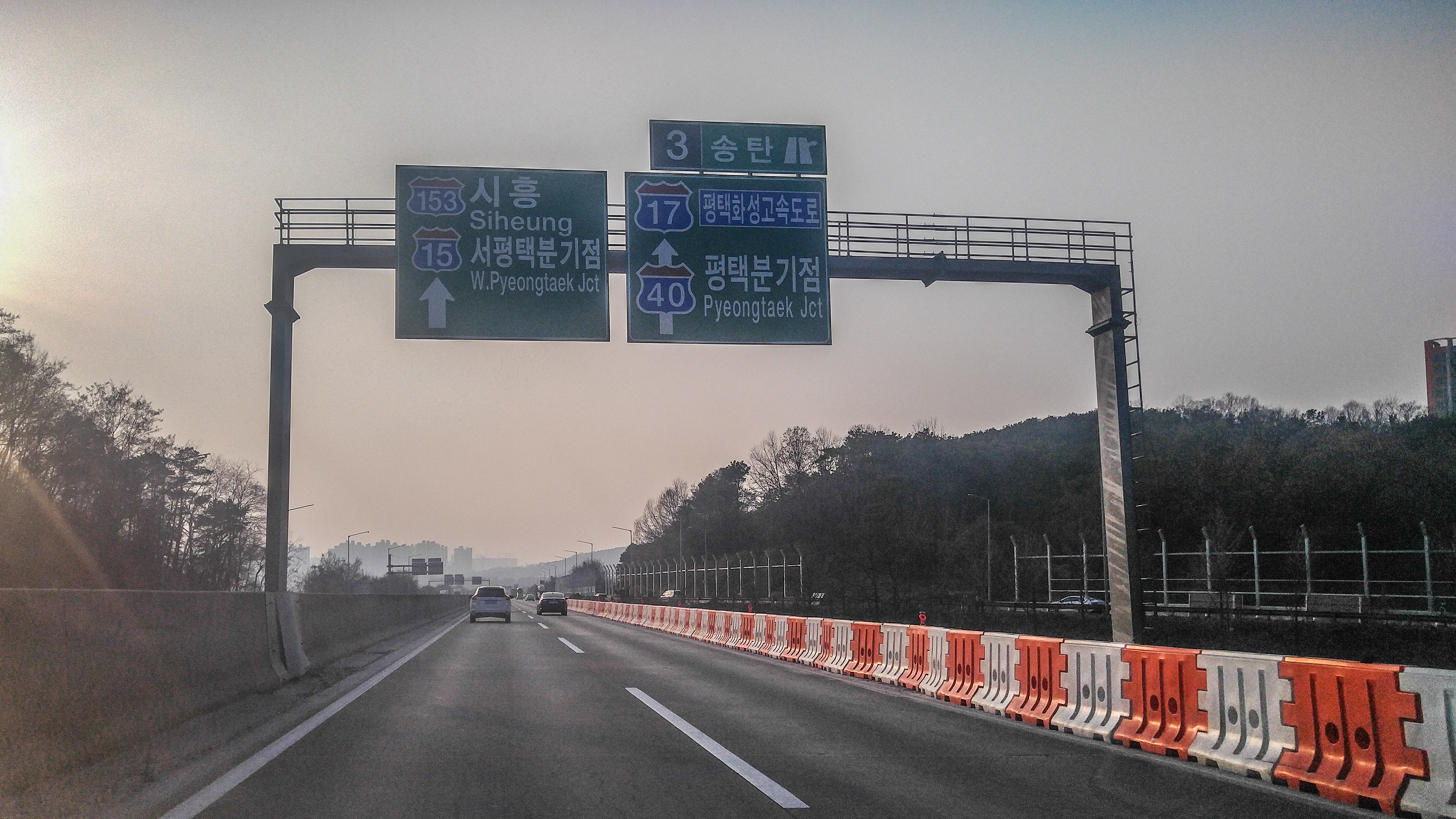
2km 표지판 (평택 방면)
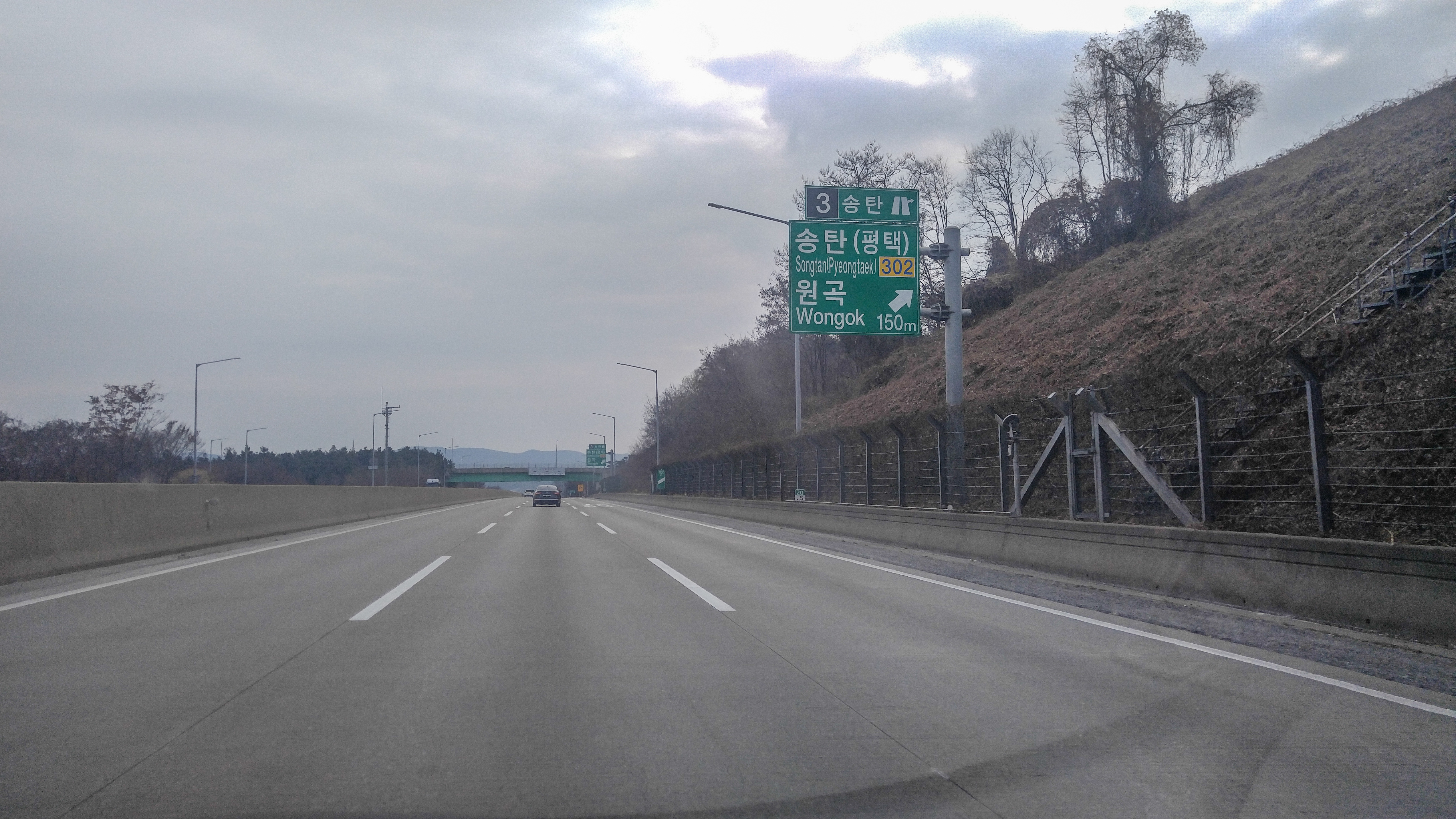
150m 표지판 (제천 방면)